# Médaille Logan
La Médaille Logan est la plus haute distinction en géologie au Canada. Elle est remise annuellement. Elle est remise en l'honneur de Sir William Edmond Logan, un géologue canadien.

## Lauréats
- 1964 - James E. Hawley
- 1965 - W.A. Bell
- 1966 - H.C. Gunning
- 1967 - James E. Gill
- 1968 - John Tuzo Wilson
- 1969 - J.M. Harrison
- 1970 - D.R. Derry
- 1971 - T.H. Clark
- 1972 - R.F. Leggett
- 1973 - Clifford H. Stockwell
- 1974 - Yves Fortier
- 1975 - E. Irving
- 1976 - R.J.W. Douglas
- 1977 - A R. Barringer
- 1978 - A. Dremanis
- 1979 - Raymond Thorsteinsson
- 1980 - G.V. Middleton
- 1981 - William S. Fyfe
- 1982 - C.R. Stelck
- 1983 - J.O. Wheeler
- 1984 - D.W. Strangway
- 1985 - R.A. Price
- 1986 - M.J. Keen
- 1987 - Digby McLaren
- 1988 - Harold Williams
- 1989 - T.E. Krogh
- 1990 - R.L. Armstrong
- 1991 - J. Ross Mackay
- 1992 - Paul F. Hoffman
- 1993 - P. Cerny
- 1994 - A.J. Naldrett
- 1995 - Jan Veizer
- 1996 - Frank C. Hawthorne
- 1997 - E.W. Mountjoy
- 1998 - D.F. Sangster
- 1999 - R. G. Walker
- 2000 - H. Gabrielse
- 2001 - S.E. Calvert
- 2002 - James Monger
- 2003 - Fred Longstaffe
- 2004 - Stewart Blusson
- 2005 - Ronald M. Clowes
- 2006 - Claude Hillaire-Marcel
- 2007 - John J. Clague
- 2008 - James M. Franklin
- 2009 - Noel P. James
- 2010 - Christopher R. Barnes
- 2011 - Anthony E. Williams-Jones
- 2012 - Robert Kerrich
- 2013 - George Pemberton
- 2014 - Andrew Miall
- 2015 - Richard A.F. Grieve
- 2016 - Brian Jones (en)
- 2017 - Roy Hyndman
- 2018 - Barbara Sherwood Lollar
- 2019 - Cees van Staal
- 2020 - Margot McMechan
- 2021 - Kurt Konhauser
- 2022 - J. Brendan Murphy
- 2023 - Sandra Kamo
- 2024 - Sandra Barr